# Liste von Kraftwerken in Pakistan
Die Kraftwerke in Pakistan werden sowohl auf einer Karte als auch in Tabellen (mit Kennzahlen) dargestellt. Die Liste ist nicht vollständig.

## Installierte Leistung und Jahreserzeugung
Im Jahr 2024 waren in Pakistan Kraftwerke mit einer installierten Gesamtleistung von 43,51 GW in Betrieb. 2016 waren es 26,9 GW gewesen, womit Pakistan an Stelle 35 der Welt gelegen war, und bzgl. der jährlichen Erzeugung damals mit 109,7 Mrd. kWh an Stelle 32 in der Welt. Der Elektrifizierungsgrad lag 2017 bei 74 % (90 % in den Städten und 64 % in ländlichen Gebieten). Pakistan war 2016 ein Nettoimporteur von Elektrizität; es importierte 490 Mio. kWh. 2024 wurden in Pakistan Photovoltaikanlagen mit einer Gesamtleistung von 17 GW installiert, was bei der oben genannten Gesamtleistung einer Steigerung der Leistung um mehr als einem Drittel entspricht, und das innerhalb eines Jahres.

## Karte
| Allai |

| BQ |

| Chashma |

| Chashma |

| Da |

| Diamer-Basha |

| D |

| Ghazi |

| Golen Gol |

| Gomal Zam |

| Guddu |

| Gulpur |

| Hub |

| Jamshoro |

| Jinnah |

| Kala |

| Kar |

| Kar |

| Khan |

| Kot Addu |

| Man |

| Muzaffargarh |

| Neelum |

| PQ |

| Quaid-e-Azam |

| Rou |

| Sahiwal |

| Tarbela |

| Uch |

| Warsak |

## Kalorische Kraftwerke
In der Tabelle sind nur Kraftwerke mit einer installierten Leistung > 400 MW aufgeführt.
| Name des Kraftwerks | Inst. Leistung (MW) | Brennstoff  | Status     |
| ------------------- | ------------------- | ----------- | ---------- |
| Bin Qasim           | 1260                | Schweröl    | in Betrieb |
| Guddu               | 1655                | GuD, Erdgas | in Betrieb |
| Hub River           | 1292                | Schweröl    | in Betrieb |
| Jamshoro            | 850                 | Schweröl    | in Betrieb |
| Kot Addu            | 1600                | GuD         | in Betrieb |
| Muzaffargarh        | 1350                | Erdgas      | in Betrieb |
| Port Qasim          | 1320                | Kohle       | in Betrieb |
| Rousch              | 450                 | GuD         | in Betrieb |
| Sahiwal             | 1320                | Kohle       | in Betrieb |
| Uch                 | 586                 | GuD         | in Betrieb |

## Kernkraftwerke
Die Kernenergie hatte 2011 einen Anteil von 4 Prozent an der Gesamtstromerzeugung; laut IAEA lag der Anteil 2021 bei 10,6 %.
| Name      | Block | Reaktor- typ | Modell   | Status      | Leistung [MWe] | Leistung [MWe] | Therm. Leistung [MWt] | Bau- beginn | Erste Kritikalität | Erste Netz- synchro- nisation | Kommer- zieller Betrieb (geplant) | Abschal- tung (geplant) | Ein- spei- sung [TWh] |
| Name      | Block | Reaktor- typ | Modell   | Status      | Netto          | Brutto         | Therm. Leistung [MWt] | Bau- beginn | Erste Kritikalität | Erste Netz- synchro- nisation | Kommer- zieller Betrieb (geplant) | Abschal- tung (geplant) | Ein- spei- sung [TWh] |
| --------- | ----- | ------------ | -------- | ----------- | -------------- | -------------- | --------------------- | ----------- | ------------------ | ----------------------------- | --------------------------------- | ----------------------- | --------------------- |
| Chashma   | 1     | PWR          | CNP-300  | In Betrieb  | 300            | 325            | 999                   | 01.08.1993  | 03.05.2000         | 13.06.2000                    | 15.09.2000                        | –                       | 45,68                 |
| Chashma   | 2     | PWR          | CNP-300  | In Betrieb  | 300            | 325            | 999                   | 28.12.2005  | 22.02.2011         | 14.03.2011                    | 18.05.2011                        | –                       | 26,67                 |
| Chashma   | 3     | PWR          | CNP-300  | In Betrieb  | 315            | 340            | 999                   | 28.05.2011  | 01.08.2016         | 15.10.2016                    | 06.12.2016                        | –                       | 14,67                 |
| Chashma   | 4     | PWR          | CNP-300  | In Betrieb  | 313            | 340            | 999                   | 18.12.2011  | 15.03.2017         | 25.06.2017                    | 19.09.2017                        | –                       | 12,52                 |
| Karatschi | 1     | PHWR         | CANDU    | Stillgelegt | 90 (125)       | 100            | 337                   | 01.08.1966  | 01.08.1971         | 18.10.1971                    | 07.12.1972                        | 01.08.2021              | 14,92                 |
| Karatschi | 2     | PWR          | ACP-1000 | In Betrieb  | 1014 (1017)    | 1100           | 3060                  | 20.08.2015  | 28.02.2021         | 18.03.2021                    | 21.05.2021                        | –                       | 12,45                 |
| Karatschi | 3     | PWR          | ACP-1000 | In Betrieb  | 1014           | 1100           | 3060                  | 31.05.2016  | 21.02.2022         | 04.03.2022                    | 18.04.2022                        | –                       | 6,18                  |

1. ↑  CANDU-137 MW

## Solarkraftwerke
| Name des Kraftwerks | Inst. Leistung (MWp) | Typ          | Status     |
| ------------------- | -------------------- | ------------ | ---------- |
| Quaid-e-Azam        | 400                  | Photovoltaik | in Betrieb |

## Wasserkraftwerke
| Name des Kraftwerks | Inst. Leistung (MW) | Fluss       | Status     |
| ------------------- | ------------------- | ----------- | ---------- |
| Allai Khwar         | 121                 | Allai Khwar | in Betrieb |
| Chashma             | 184                 | Indus       | in Betrieb |
| Dasu                | 4320                | Indus       | geplant    |
| Diamer-Basha        | 4500                | Indus       | geplant    |
| Duber Khwar         | 130                 | Duber Khwar | in Betrieb |
| Ghazi-Barotha       | 1450                | Indus       | in Betrieb |
| Golen Gol           | 106                 | Golen Gol   | in Betrieb |
| Gomal Zam           | 17,4                | Gomal       | in Betrieb |
| Gulpur              | 100                 | Punch       | in Betrieb |
| Jinnah              | 96                  | Indus       | in Betrieb |
| Kalabagh            | 3600                | Indus       | geplant    |
| Karot               | 760                 | Jhelam      | in Bau     |
| Khan Khwar          | 72                  | Khan Khwar  | in Betrieb |
| Mangla              | 1000                | Jhelam      | in Betrieb |
| Neelum–Jhelum       | 969                 | Nilam       | in Betrieb |
| New Bong Escape     | 84                  | Jhelam      | in Betrieb |
| Suki Kinari         | 870                 | Kunhar      | in Bau     |
| Tarbela             | 4888                | Indus       | in Betrieb |
| Warsak              | 243                 | Kabul       | in Betrieb |

## Windparks
In Pakistan waren Ende 2020 Windkraftanlagen (WKA) mit einer Gesamtleistung von 1.287 MW in Betrieb (2018: 591 MW, 2019: 1.239 MW).
| Name des Windparks | Inst. Leistung (MW) | Anzahl | Status     |
| ------------------ | ------------------- | ------ | ---------- |
| Jhimpir            | 56                  | 34     | in Betrieb |